# 매디슨 게이트 레코드
매디슨 게이트 레코드(Madison Gate Records)는 소니 픽쳐스 엔터테인먼트가 소유한 미국 레코드 레이블이다.

## 아티스트
NBC의 The Sing-Off 시즌 3에서 우승한 아 카펠라 그룹 펜타토닉스는 2014년 5월에 RCA 레코드와 함께 일하기 전까지 매디슨 게이트 레코드와 만 계약하였다.

## 아티스트 앨범
- PTX, Vol. I
- PTXmas
- PTX, Vol. II